# 圓照寺 (御所市)
圓照寺（円照寺・えんしょうじ）は、奈良県御所市にある浄土真宗本願寺派の寺院。市内を流れる葛城川の東部（東御所）に位置する。山号は東向山、本尊は阿弥陀如来。大和五ヶ所御坊の1つで御所御坊とも言われる。

## 歴史
1546年（天文15年）、笑雲上人（桑山源吾）によって常徳寺（浄徳寺）として開山、その後は桑山氏の援助もあって寺内町を形成していった。1600年（慶長5年）2月、本山の准如上人から懸所坊舎に命ぜられ西本願寺の触頭を勤める。1610年（慶長15年）、圓照寺と改名し御所御坊として葛上郡（大和平野南西部）周辺の西本願寺派50寺余りを統括し布教の拠点となった。
現代まで住職は桑山家が代々継いでいる。